# Daltonisme olfactiu

Sistema olfactiu

El daltonisme olfactiu (conegut mèdicament com a al·lotriòsmia) consisteix en el trastorn de l'olfacte en què l'olor percebuda és diferent de la de la substància que estava sent olorada. Això és provocat per la no percepció d'alguna de les olors que es troben a la substància.
Un exemple seria si, en olorar pa, percebéssim olor de fusta cremada.
La diferència amb l'anòsmia és que aquesta és la incapacitat absoluta de percebre olors, mentre que les persones amb daltonisme olfactiu perceben olors, però no les que haurien de ser.
El daltonisme de colors va per percentatges, en els quals la persona no veu un cert color. En canvi, l'al·lotriòsmia és molt més difícil de detectar, ja que hi ha una manca d'olors bàsiques, que sí que es tenen en els colors per a poder diferenciar cada tipus de daltonisme.
També dificulta la seva detecció el fet que una persona pugui aparentar un sentit de l'olfacte normal, però no percebre una olor en concret. Al voltant d'un 10% de persones no poden olorar el cianur d'hidrogen i un 2% no poden olorar l'àcid isovalèric.